# Georges Thurnherr
Georges Thurnherr est un gymnaste français, né à Eglingen (Haut-Rhin) le 16 avril 1886 et mort à Belfort le 6 avril 1958.

## Biographie
Entrepreneur en plâtrerie. Arrivé très jeune à Belfort, où ses parents s'installent en 1892, il est très tôt attiré par la gymnastique dont il devient l'une des figures de proue : 7e aux Jeux olympiques de Londres en 1908, 5e en individuel et 3e par équipe à ceux d'Anvers en 1920. Il est l'un des fondateurs, aux côtés d'Émile Parrot, de la société de gymnastique La Belfortaine et contribue à la formation de nombreux gymnastes belfortains. Durant la 1re guerre mondiale, il est mobilisé au 35e RI. Élu conseiller municipal sur une liste radicale-socialiste le 5 mai 1935, il est nommé à cette fonction par le préfet le 23 novembre 1944 et réélu le 26 août 1945. Médaille d'or de l'éducation physique. Un gymnase de Belfort porte son nom.

## Palmarès

### Jeux olympiques
- Anvers 1920
  -  médaille de bronze au concours général par équipes.

## Biographie
- Georges Thurnherr (JO Londres 1908 & Anvers 1920), Le Cartophilion de Belfort (cctbelfort).

## Sources
- La frontière du 01/05/1935
- Belfort, Revus municipale no 6 de juin 1967 et no 41 de juillet/Septembre 1976
- L'Est Républicain du 09/04/1958

## Voir aussi

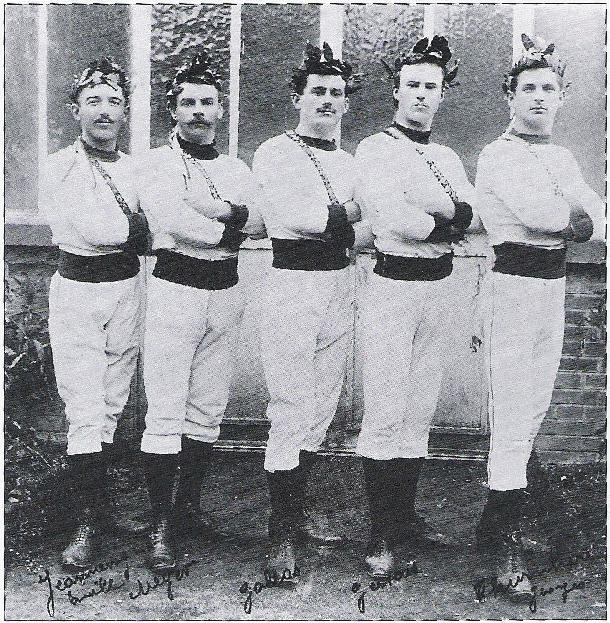
Gymnastes belfortains (Thurnherr est à droite).